# Hadena suavina
Hadena suavina är en fjärilsart som beskrevs av Max Wilhelm Karl Draudt 1950. Hadena suavina ingår i släktet Hadena och familjen nattflyn. Inga underarter finns listade i Catalogue of Life.